# الوطئة (عواض)

تعديل مصدري - تعديل

الوطئة محلة تابعة لقرية اغرب، التابعة لعزلة بني عواض بمديرية بعدان إحدى مديريات محافظة إب في الجمهورية اليمنية، بلغ تعداد سكانها 54 حسب تعداد اليمن لعام 2004.